# TB E 3/3
Die Vereinigten Schweizerbahnen (VSB) beschafften für die Toggenburgerbahn (TB) im Jahre 1870 von der Lokomotivfabrik Krauss & Comp. in München drei Tenderdampflokomotiven der Bauart E 3/3 zum Stückpreis von 40 000.– Schweizer Franken.
Ab 1885 wurden die Maschinen als Serie V, ab 1886 als Serie III bezeichnet. Von 1887 bis 1902 trugen sie die Bezeichnung E3.

## Technisches
Das mit Innenrahmen, der auch als Wasserkasten ausgebildet war, geführte Laufwerk war mit Dreipunkt-Federung versehen. Dies wurde dadurch erreicht, dass die mittlere und hintere Achse über dem Rahmen in einem Stützbalken beidseitig eine gemeinsame Tragfeder hatten. Die Vorderachse war mit einer Querfeder versehen.
Der erste Kessel hatte keinen Dampfdom. Er lag 1800 mm über der Schienenoberkante und war mit einem Klose-Sicherheitsventil ausgerüstet. Der zweite Kessel hingegen erhielt einen Dampfdom. Die Feuerbüchse lag hinter der Hinterachse. Die beiden Kohlenkästen waren seitlich der Feuerbüchse angebracht. Die Triebstange war mit der hintersten Achse gekuppelt. Die Steuerung des Aussentriebwerkes war eine Allansteuerung mit Hebelbedienung. Die Kolbenstangen wurden nicht nach vorne durchgeführt. Auf dem Laufblech waren die Sandkästen montiert. Es war eine Einrichtung für Dampfheizung eingebaut. Die Geschwindigkeit konnte an einem Geschwindigkeitsmesser von Klose abgelesen werden. Es war keine Kraftbremse vorhanden, sondern nur eine Spindelbremse (Handbremse).
| TB- Nummer | SBB- Nummer | Name        | Fabrik- nummer | Baujahr | 2. Kessel | ausser Dienst | Bemerkungen  |
| ---------- | ----------- | ----------- | -------------- | ------- | --------- | ------------- | ------------ |
| 1          | 8395        | Hülftegg    | 73             | 1870    | 1888      | 1909          | Abbruch 1909 |
| 2          | 8396        | Yberg       | 74             | 1870    | 1887      | 1912          | Abbruch 1929 |
| 3          | 8397        | Churfirsten | 75             | 1870    | 1888      | 1912          | Abbruch 1931 |

## Betriebliches
Weil die Betriebsführung der Toggenburgerbahn durch die Vereinigten Schweizerbahnen erfolgte, waren die Lokomotiven auch ausserhalb ihrer Stammstrecke anzutreffen. Grössere Unterhaltarbeiten wurden normalerweise in der VSB-Werkstätte Rorschach durchgeführt.
Lokomotive 8396 diente von 1912 bis 1929 als Werkslok in der SBB-Werkstätte Chur. Maschine Nr. 8397 kam ab 1912 in der SBB-Werkstätte Romanshorn und von 1929 bis 1931 in der Werkstätte Chur zum Einsatz.